# Anton Schall (Orientalist)
Anton Schall (* 1. April 1920 in Rottenburg am Neckar; † 28. September 2007 in Heidelberg) war ein deutscher Orientalist.

## Leben
Nach seiner Schulzeit wurde Schall zur Wehrmacht eingezogen und nahm anschließend als Soldat am Zweiten Weltkrieg teil. Dabei erlitt er eine sehr schwere Verwundung (Kopfverletzung), die dazu führte, dass er zunächst weder sprechen noch gehen konnte (Aphasie und partielle Akinese). Schall musste erst wieder mühsam sprechen lernen und litt zeitlebens an den Folgen dieser Verwundung.
Nachdem seine Gesundheit einigermaßen wiederhergestellt war, studierte Schall an der Universität Tübingen klassische Philologie, Orientalistik und vor allem Semitistik, unter anderem bei Enno Littmann. Er beendete sein Studium 1948 mit seiner Dissertation Studien über griechische Fremdwörter im Syrischen, seine Habilitationsschrift 1956 trug den Titel Zur äthiopischen Verskunst. 1959 wurde Schall außerordentlicher und 1966 ordentlicher Professor  für Semitistik und Islamwissenschaft (Seminar für Sprachen und Kulturen des vorderen Orients) an der  Universität Heidelberg und unterrichtete diese Fächer bis zu seiner Emeritierung 1988.
Schall war Mitglied des KStV Alamannia Tübingen und wurde als Professor in Heidelberg Ehrenphilister des KStV Ripuaria, beide im KV. 1969 wurde er zum Ritter des päpstlichen Silvesterordens ernannt. Sein Grab befindet sich auf dem Friedhof in Heidelberg-Handschuhsheim.

## Bedeutung
Schall hat trotz seiner schweren Behinderungen durch die Kriegsverletzung mit großer Energie und Sorgfalt eine ungewöhnliche und vielseitige wissenschaftliche Leistung erbracht, er bezog in seine Forschungen alle semitischen und nichtsemitischen Sprachen ein. Auch beeinflusste er die orientalistischen Studien des späteren Wiener Romanisten Walter Selb.
Anton Schall begründete 1979 die Schriftenreihe „Heidelberger Studien zur Geschichte und Kultur des modernen Vorderen Orients“ (ursprünglich: „Heidelberger Orientalistische Studien“) und war bis 1990 deren Herausgeber.

## Werke
- Studien über griechische Fremdwörter im Syrischen. Darmstadt 1960.
- Ein Jahrhundert Orientalistik. Lebensbilder aus der Feder von Enno Littmann und Verzeichnis seiner Schriften. Zum 80. Geburtstage am 16. September 1955 zusammengestellt von Rudi Paret und Anton Schall. Wiesbaden 1955.
- Zur äthiopischen Verskunst. Eine Studie über die Metra des Qene auf Grund der Abhandlung „Al-Qene laun min as-si’r al-habasi“ von Murad Kamil. Wiesbaden 1961.
- Mandäische Grammatik. Im Anhang: Die handschriftlichen Ergänzungen in dem Handexemplar Theodor Nöldekes. (Diesem fotomechanischen Nachdruck liegt die Ausgabe Halle/S. 1875 zugrunde.) Darmstadt 1964.
- Zur syrischen Inschrift am Bronzetor der Basilika San Paolo fuori le Mura in Rom. In: Römische Quartalschrift für christliche Altertumskunde und Kirchengeschichte (RQ) 65, 1970, Seite 232.
- Die Sichtung des Christlichen im Koran in Mitteilungen und Forschungsbeiträge der Cusanus-Gesellschaft 9, 1971
- Islam, aslam und das christliche Taufbekenntnis in Zeitschrift für Missionswissenschaft und Religionswissenschaft 64, 1980
- Elementa Arabica. Einführung in die klassische arabische Sprache. Wiesbaden 1988. ISBN 3-447-02433-X.
- Fremde Welt Islam: Einblicke in eine Weltreligion. Veröffentlichungen der Rabanus-Maurus-Akademie, Frankfurt am Main. Mainz 1982. ISBN 3-7867-0868-1.
- Kurzgefasste syrische Grammatik/Theodor Nöldeke. Reprografischer Nachdruck der 2. Auflage Leipzig 1898. Darmstadt 1977. ISBN 3-534-00434-5.
- Die Wiederbelebung einer toten Sprache – Zur Aktualisierung des Syroaramäischen in der Gegenwart Jahres- und Tagungsberichte der Görres-Gesellschaft, 1982
- Beitrag in: Politik- und Kommunikationswissenschaftliche Veröffentlichungen der Görres-Gesellschaft Band 8: Der politische Islam. Intentionen und Wirkungen. Hrsg. von Jürgen Schwarz. Mit Beiträgen von Konrad Dilger, Theodor Hanf, Arnold Hottinger, Ludger Kühnhardt, Johannes Reissner, Anton Schall, Jürgen Schwarz, Udo Steinbach und Ludwig Watzal. 1993.
- Gemeinsam mit Verena Boll und Frederick Heyer: Studies related to the Ethiopian Orthodox Church history, literature and Qine (Poetry). Zitiert nach: Haile Sellassie Homepage. History of Education, Printing and Literacy in Ethiopia, 14. November 6, 1998. By Dr Richard Pankhurst.
- Anton Schall war einer der Mitarbeiter der Theologischen Realenzyklopädie – TRE. Berlin 1976–2007. ISBN 3-11-002218-4.